# Journal des Dames

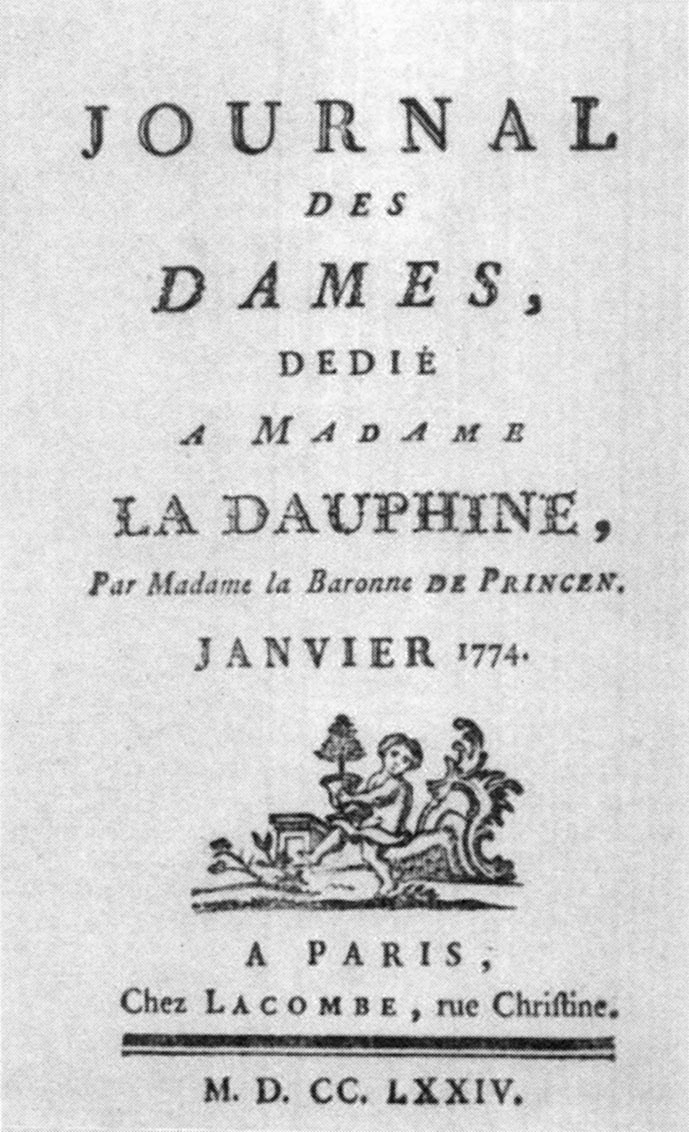
Journal des Dames, Paris, januari 1774.

Journal des Dames var en fransk damtidskrift som gavs ut mellan januari 1759 och juni 1778.
Tidningen var initialt en konventionell tidskrift riktad till en kvinnlig läskrets som främst handlade om mode. Under ett antal radikala redaktörer blev den en tid en radikal feministisk tidskrift.
Mellan 1774 och 1778 användes tidningen av Marie Antoinettes rådgivare i mode, Léonard Autié och Rose Bertin, för att offentliga göra drottningens egen modestil.

## Redaktörer
- Jean-Charles de Relongue de La Louptière (april–september 1761)
- Madame de Beaumer (oktober 1761–april 1763)
- Barnabé Farmian Durosoy (april–september 1762)
- Catherine Michelle de Maisonneuve (1763–1766/1769)
- Joseph Mathon de la Cour och Claude-Sixte Sautreau de Marsy (1766–1768)
- Marie-Emilie Maryon de Montanclos (januari 1774–april 1775)
- Louis-Sébastien Mercier (maj 1775–december 1776)
- Claude-Joseph Dorat (mars 1777–juni 1778)